# Culte des déesses-mères au Vietnam

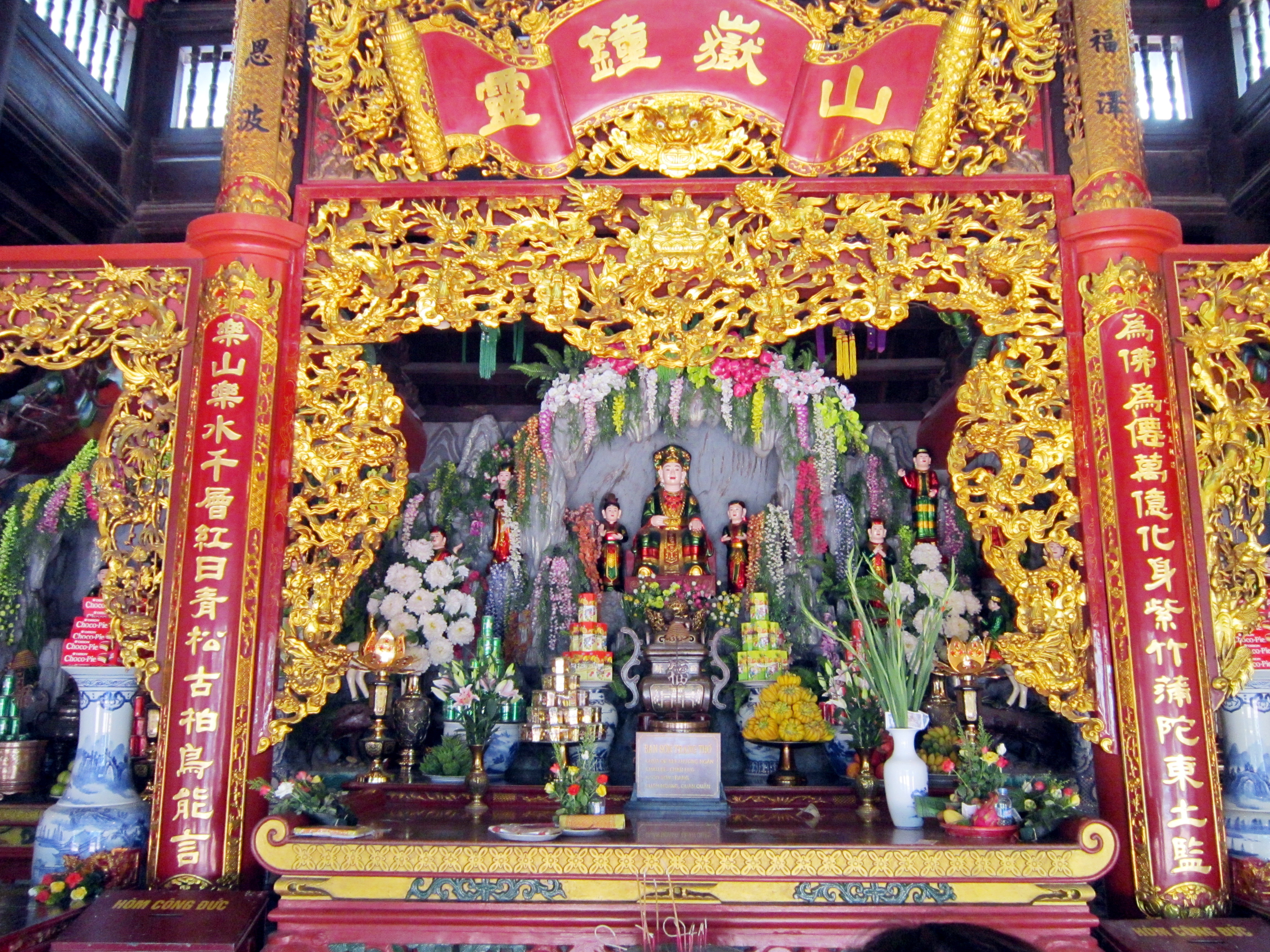
Autels des dieux de la montagne à Hanoï

Au Vietnam, l'ensemble des croyances et des pratiques liées au culte des déesses-mères des Trois Mondes date des  troisième et deuxième siècles avant notre ère. Les Trois Mondes correspondent au monde du ciel, au monde de l'eau et au monde des forêts associé aux montagnes. Au seizième siècle, l'adoration de la princesse vietnamienne Liêu Hanh est intégrée à cet ensemble de rites. Ces pratiques sont inscrites, en 2016, sur la liste représentative du patrimoine culturel immatériel de l'humanité.

## Description et histoire

### Les déesses-mères des trois mondes
Les déesses vénérées appartiennent à trois mondes : celui du ciel, celui de l'eau, et celui des montagnes et forêts. L'une d'entre elles, Liễu Hạnh, fut une princesse (humaine) et nonne bouddhiste, considérée comme une nymphe descendue sur Terre, elle incarne les mondes célestes et terrestres. Elle est perçue comme Mère du monde. D'autres esprits, légendaires et héroïques, font partie de ce culte . Le terme générique de «Déesses-Mères» englobe les divinités féminines liées aux éléments, notamment aux trois sphères de l'Univers. Le panthéon vietnamien se compose principalement de quatre déesses : Mâu thuong thiên (le Ciel), Mâu Dia (la Terre), Mâu Thuy (le monde aquatique) et Mâu Thuong Ngàn (les forêts et montagnes), au sujet desquelles il existe plusieurs mythes. 

### Histoire
Les premières manifestations de ce culte apparaissent aux troisième et deuxième siècles avant notre ère et célèbrent la Déesse du Riz et la Déesse Mère, à une époque matriarcale. Au seizième siècle, la princesse canonisée Liêu Hanh est ajoutée aux Déesses Mères.  Le professeur Ngô Duc Thinh, qui dirige le Centre d’études et de conservation de la culture religieuse du Vietnam, analyse cette intégration comme le besoin de reconnaitre la vie humaine parmi les éléments divins. Né au Nord, ce culte se répand au Centre et au Sud.

### Description du culte
Les adeptes des déesses-mères leur vouent ce culte pour des raisons spirituelles et car la résolution de problèmes quotidiens et la bonne fortune d'un point de vue sanitaire et professionnel sont attribuées aux déesses-mères. Ses manifestations prennent plusieurs formes : un culte quotidien, des cérémonies, des rituels (un exemple en est le rituel de possession spirituelle), et des festivals comme celui de Phủ Dầy, dans des temples dédiés aux déesses-mères. Musique, costumes traditionnels et danses sont manifestés dans ces rituels. Un article du Courrier du Vietnam décrit l'une de ces cérémonies, qui se déroule dans le Nord du Vietnam, à Nam Dinh : la musique est jouée sur des violes à deux cordes, et chantée par une femme décrite comme en état de transe. Les lieux de culte consacrés aux déesses-mères comptent trois trônes : le trône central pour Liễu Hạnh, celui de gauche pour la Mère des forêts et des montagnes, et celui de droite pour la Mère des Eaux. Il existe environ sept mille lieux de cultes. Pendant les fêtes folkloriques, paix, richesse, prospérité et chance font l'objet de prières. Le professeur Ngô Duc Thinh distingue ce culte d'autres qui ont pour objet l'attente d'une meilleure vie dans l'au-delà, qualifiant celui-ci de réaliste dans sa conception de la vie. On dénombre trente-six airs chantés, chacun racontant des mythes. Thanh dông est le titre donné au praticien ou à la praticienne, médium, qui, dans un état de transe, assure la communication entre les êtres humains et les esprits. Ce rituel peut durer plusieurs heures. La province de Nam Dinh, où sont plus de quatre cents sites où se pratique ce culte, est le principal lieu de ces rituels. Les cultes sont ouverts à toute la population, de tout genre, de tout âge, de toute religion, opinion politique et classe sociale.

### Pratiques de sauvegarde
Les acteurs de ce culte sont le public, les gardiens des temples, les prêtres, les médiums, les assistants et les musiciens. La transmission est orale. Le ministère de la Culture, des Sports et du Tourisme prévoit un plan de préservation. Le professeur Nguyen Chi Ben, dans le cadre du projet de valorisation, déclare vouloir distinguer croyance et superstition. Le docteur Luu Minh Tri désire une conservation des pratiques telles quelles, s'opposant à tout changement qui marquerait une commercialisation de la tradition. 

## Reconnaissance
Le premier décembre 2016, l'Unesco inscrit «les pratiques liées à la croyance aux déesses-mères des Trois mondes» sur la liste du patrimoine culturel immatériel de l'humanité. D'après la description que donne l'Unesco de cet élément rituel, ces pratiques relèvent de l'identité culturelle et favorisent la compassion, la cohésion dans la mise en commun des croyances liées aux déesses-mères. Ce culte, selon cette description, est empreint d'un aspect matriarcal. Jusqu'en 2022, une collection de timbres sur le thème de cet élément est émise par le gouvernement vietnamien. 